# Renata Rinatowna Chusina
Renata Rinatowna Chusina (russisch Рената Ринатовна Хузина; * 15. Mai 1994 in Neftekamsk) ist eine russische Skeletonpilotin. Von der IBSF wird sie unter den Namen Renata Khuzina geführt.

## Karriere
Die ehemalige Leichtathletin wechselte 2011 zum Skeletonsport und durfte am 22. November 2013 ihren ersten internationale Wettkampf bestreiten, bei welches es sich um ein Rennen im Europacup handelte. Bei diesem Wettbewerb belegte sie auf der Rennschlitten- und Bobbahn Altenberg den elften Platz. Einen Tag später belegte sie beim zweiten Wettbewerb in Altenberg mit dem siebten Platz ihr erstes Top-Ten-Ergebnis im Skeleton-Europacup. Nachdem sie bereits am 11. Januar 2014 in Königssee einen vierten Platz belegte, belegte sie einen Tag später mit dem dritten Platz hinter Anna Fernstädt und Maxi Just auf der Kunsteisbahn Königssee ihren ersten Podiumsplatz. Am Ende der Saison 2013/14 belegte sie in der Gesamtwertung des Europacups mit 313 Punkten den fünften Platz. Zum Abschluss der Saison durfte sie für Russland bei der Skeleton-Juniorenweltmeisterschaft 2014 in Winterberg an den Start gehen und belegte dabei als zweitbeste Russin den achten Platz.
Nachdem sie am 21. Januar 2014 mit einem vierten Platz in die Saison 2014/15 gestartet war, gewann sie mit dem zweiten Wettbewerb in Lillehammer erstmals ein Europacup-Rennen. Sie verwies dabei Kim Meylemans und Anastassija Schlapak auf die Plätze zwei und drei. Am 6. Dezember 2014 belegte sie in der Veltins-Eisarena mit dem dritten Platz hinter Elisabeth Vathje und Kendall Wesenberg ihre nächste Podiumsplatzierung. Am Ende der Saison belegte sie in der Gesamtwertung des Europacups den dritten Platz hinter Kendall Wesenberg und Anastassija Schlapak.
In den Europacup 2015/16 startete sie am 4. Dezember 2015 mit einem zweiten Platz hinter Olga Potylizyna und vor Janina Becker auf der Rennschlitten- und Bobbahn Altenberg. Einen Tag später belegte sie beim zweiten Wettbewerb in Altenberg hinter Maxi Just und Corinna Leipold den dritten Platz. Nachdem Jahreswechsel debütierte sie am 8. Januar 2016 in Lake Placid im Skeleton-Weltcup und belegte auf der Olympia-Bobbahn Mount Van Hoevenberg bei ihrem ersten Wettbewerb den 20. Platz. Am Ende der Saison belegte sie im Gesamtweltcup der Saison 2015/16 mit 340 Punkten den 25. Platz.
In die Saison 2016/17 startete sie mit den Europacup-Rennen in Sigulda am 4. November 2016 und sie belegte dabei den zweiten Platz hinter Anna Fernstädt und vor Lisa Hornung. In der darauffolgenden Woche gab sie am 10. November ihr Debüt im Skeleton-Intercontinentalcup. Beim Rennen in Innsbruck belegte sie den zwölften Platz. Einen Tag später belegte sie beim zweiten Wettbewerb auf dem Olympia Eiskanal Igls mit dem fünften Platz ihr erstes Top-Ten-Ergebnis im Intercontinental-Cup. Nachdem sie zwei weitere Rennen im Intercontinentalcup bestritten hatte, startete sie in Altenberg erneut bei Europacup-Wettbewerben. Am 20. Januar 2017 belegte sie auf der Rennschlitten- und Bobbahn Altenberg hinter Tamara Seer und Luisa Hornung den dritten Platz. Zum zweiten und letzten Mal durfte sie für Russland an Skeleton-Juniorenweltmeisterschaften teilnehmen und belegte bei der Skeleton-Juniorenweltmeisterschaft 2017 hinter ihrer Teamkollegin Julija Kanakina und vor Maxi Just aus Deutschland den zweiten Platz. Durch den Sieg von ihrer Teamkollegin konnte sie sich als vierte russische Starterin für die Bob- und Skeleton-Weltmeisterschaften, welche 2017 in Königssee ausgetragen wurden, qualifizieren. Bei ihren ersten Weltmeisterschaften belegte sie auf der Kunsteisbahn Königssee den 20. Platz und war damit die drittbeste Russin.
In der Saison 2017/18 startete sie in einen allen Wettbewerben des Skeleton-Weltcups und konnte dabei am 24. November 2017 in Whistler, am 5. Januar 2018 in Altenberg und am 19. Januar 2018 in Königssee jeweils mit den 13. Platz ihre besten Resultate der Saison erzielen. Der Skeleton-Weltcup in Innsbruck am 15. Dezember 2017 wurde gleichzeitig als Skeleton-Europameisterschaft gewertet. Währenddessen sie im Weltcup den 18. Platz belegte, beendete sie die Europameisterschaft auf den 14. Platz. Am Ende der Saison belegte sie mit 678 Punkten den 19. Platz in der Gesamtwertung.
In der Saison 2018/19 konnte sie gleich beim ersten Wettbewerb der Saison in Sigulda am 9. Dezember 2018 mit dem achten Platz erstmals ein Top-Ten-Ergebnis belegen. In Innsbruck wurde sie am 18. Januar 2019 im Weltcuprennen 14. und sie belegte bei der Race-in-Race ausgetragenen Europameisterschaft den elften Platz. Am Ende der Saison belegte sie im Gesamtweltcup den zehnten Platz. Zum Abschluss der Saison durfte sie für Russland zum zweiten Mal an Bob- und Skeleton-Weltmeisterschaften teilnehmen. Bei den Weltmeisterschaften im Whistler Sliding Centre belegte sie den 14. Platz.
Zu Beginn der Saison 2019/20 startete sie in Intercontinentalcup-Wettbewerben. Auf der heimischen Bahn in Sotschi belegte sie sowohl am 23. als auch am 24. November 2019 den zweiten Platz jeweils hinter Susanne Kreher. Am 14. Dezember 2019 belegte sie in Königssee hinter Hannah Neise und Susanne Kreher mit dem dritten Platz erneut einen Podiumsplatz und durfte nach dem Jahreswechsel wieder Wettbewerbe im Weltcup bestreiten. Beim Weltcup in Sigulda, welcher gleichzeitig als Europameisterschaft gewertet wurde, belegte sie jeweils den sechsten Platz in beiden Wettbewerben. Zum Abschluss der Saison nahm sie an den Bob- und Skeleton-Weltmeisterschaften 2020 in Altenberg teil und nach vier Läufen belegte sie auf der Rennschlitten- und Bobbahn Altenberg den elften Platz.